# Crazy for You (cântec)
Crazy for You este un single al Madonnei lansat pe 2 martie 1985. Melodia a fost inclusǎ în filmul și pe coloana sonorǎ a filmului Vision Quest. Este inclusǎ pe albumele The Immaculate Collection, Something to Remember și Celebration. Cântecul a fost primul înregistrat de solistă special pentru un film.

## Impactul în cultura pop

### Premii și recunoașteri
| Anul | Ceremonia         | Premiul                       | Rezultatul |
| ---- | ----------------- | ----------------------------- | ---------- |
| 2006 | AssociatedContent | Top Hits of the '80s          | Locul 71   |
| 2009 | Billboard         | Cântecele de top ale Madonnei | Locul 3    |

## Videoclipul
Deși „Borderline și „Lucky Star” fuseseră des difuzate de MTV, „Like a Virgin”, „Material Girl” și „Crazy for You” precum și următoarele ei videoclipuri au fost difuzate în mod repetat, postul fiind la un moment dat poreclit „Madonna Show”.